# 沃尔什维莱尔
沃尔什维莱尔（法語：Wolschwiller，法語發音：[vɔlʃvilɛʁ] ⓘ）是法国上莱茵省的一个市镇，属于阿尔特基什区。

## 地理
沃尔什维莱尔（47°27'41"N, 7°24'29"E）面积10.14 平方千米，位于法国大東部大區上莱茵省，该省份为法国东部内陆省份，是阿尔萨斯的一部分，今与下莱茵省组成了阿尔萨斯欧洲集体，其北临下莱茵省，西接孚日省，西南接贝尔福地区省，东侧沿莱茵河与德国相望，南与瑞士接壤。
与沃尔什维莱尔接壤的市镇（或旧市镇、城区）包括：奥尔坦格、比耶代尔塔、吕泰、基菲斯。

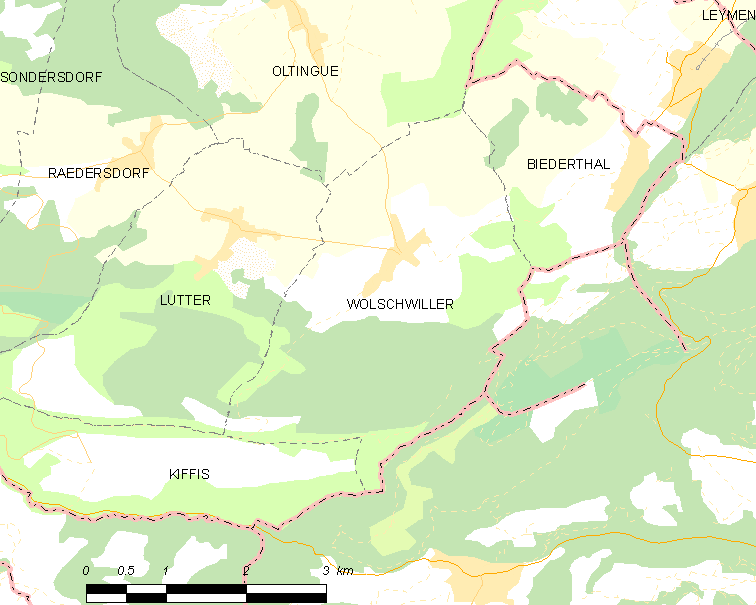
沃尔什维莱尔的OSM定位图

沃尔什维莱尔的时区为UTC+01:00、UTC+02:00（夏令时）。

## 行政
沃尔什维莱尔的邮政编码为68480，INSEE市镇编码为68380。

## 政治
沃尔什维莱尔所属的省级选区为阿尔特基什县。

## 人口

1962-2008年间沃尔什维莱尔人口变化图示

沃尔什维莱尔于2022年1月1日时的人口数量为433人。